# Mark Otten
Mark Otten (Nijmegen, 2 september 1985) is een Nederlands voormalig profvoetballer die als verdediger of verdedigende middenvelder speelde. Sinds medio 2025 is hij hoofdtrainer van Jong FC Utrecht in de Eerste divisie.

## Spelersloopbaan
Hij begon zijn carrière als verdediger bij N.E.C. in het seizoen 2003/2004.
Daarna werd hij aan Feyenoord verkocht en speelde hij op huurbasis bij Excelsior, waar hij in het seizoen 2004/2005 29 wedstrijden speelde. In het seizoen 2005/2006 werd Otten kampioen met Excelsior en promoveerden zowel hij als de club naar de Holland Casino Eredivisie. Hijzelf stapte over naar N.E.C., waar hij een contract heeft tot 1 juli 2011. Daar werd hij herenigd met Mario Been, die eerder coach was van Excelsior.
Hij was ook actief voor het Nederlands elftal bij het WK onder 20 . In de zomer van 2006 neemt Mark Otten deel aan het het Festival International Espoirs in Toulon (Fr) in de naam van het Olympisch Elftal. Hij is niet geselecteerd door Foppe De Haan voor het EK waar Jong Oranje in 2006 aan gaat deelnemen.
Otten miste een stuk van de voorbereiding van het seizoen 2006/2007 door een blessure aan zijn bovenbeen. Tijdens een toernooi in Den Helder werd Otten zelfs met spoed in het ziekenhuis op genomen. In april 2007 raakte Otten geblesseerd aan zijn knie, wat betekende dat hij nog eens enkele maanden uitgeschakeld was. In het seizoen 2007/2008 herwon Otten zijn basisplaats in het elftal van N.E.C. en in de openingswedstrijd van 2008/2009 speelde hij weer zijn eerste wedstrijd in de Eredivisie. Deze bekroonde hij met het maken van de 2-0 tegen De Graafschap. Op 4 maart 2009 raakte hij in het bekerduel met sc Heerenveen wederom geblesseerd aan zijn knie. Na een nieuwe kruisbandoperatie staat hij 6 tot 9 maanden langs de kant. In zijn tweede periode bij N.E.C. was hij ook jeugdtrainer en tijdelijk assistent van het eerste team bij zijn jeugdclub RKSV Brakkenstein.
In 2011 werd zijn aflopende contract bij N.E.C. niet verlengd en op 14 juni 2011 tekende hij voor twee jaar met een optie voor een derde jaar bij Ferencvárosi TC uit Hongarije. In zijn eerste seizoen speelde hij geregeld maar kampte daarna wederom met blessures. In februari 2014 werd hij teruggezet naar het tweede elftal van de Hongaarse club, net als landgenoten Jack Tuyp en Arsenio Valpoort.
In de zomer van 2014 liep zijn contract af en stopte hij vanwege aanhoudende blessures met profvoetbal en ging in een lager team bij RKSV Brakkenstein spelen.

## Clubstatistieken
| Seizoen | Club               | Land      | Competitie            | Duels | Goals |
| ------- | ------------------ | --------- | --------------------- | ----- | ----- |
| 2003/04 | N.E.C.             | Nederland | Eredivisie            | 3     | 0     |
| 2004/05 | Excelsior          | Nederland | Eerste divisie        | 29    | 0     |
| 2005/06 | Excelsior          | Nederland | Eerste Divisie        | 37    | 1     |
| 2006/07 | N.E.C.             | Nederland | Eredivisie            | 27    | 0     |
| 2007/08 | N.E.C.             | Nederland | Eredivisie            | 0     | 0     |
| 2008/09 | N.E.C.             | Nederland | Eredivisie            | 6     | 1     |
| 2009/10 | N.E.C.             | Nederland | Eredivisie            | 1     | 0     |
| 2010/11 | N.E.C.             | Nederland | Eredivisie            | 21    | 0     |
| 2011/12 | Ferencvárosi TC    | Hongarije | Magyar Labdarúgó Liga | 22    | 1     |
| 2012/13 | Ferencvárosi TC    | Hongarije | Magyar Labdarúgó Liga | 11    | 0     |
|         | Ferencvárosi TC II | Hongarije | Nemzeti Bajnokság II  | 3     | 0     |
| 2013/14 | Ferencvárosi TC    | Hongarije | Magyar Labdarúgó Liga | 2     | 0     |
|         | Ferencvárosi TC II | Hongarije | Nemzeti Bajnokság III | 3     | 0     |